# Степаново (Галичский район)
Степа́ново — деревня в Галичском районе Костромской области России. Административный центр Степановского сельского поселения.

## История
Согласно Спискам населенных мест Российской империи в 1872 году деревня Степаново (Степаньково) относилась к 1 стану Галичского уезда Костромской губернии. В ней числилось 9 дворов, проживало 20 мужчин и 24 женщины. В деревне располагалось Быковское волостное правление.
Согласно переписи населения 1897 года в деревне проживало 79 человек (35 мужчин и 44 женщины).
Согласно Списку населенных мест Костромской губернии в 1907 году деревня относилась к Быковской волости Галичского уезда Костромской губернии. По сведениям волостного правления за 1907 год в ней числилось 19 крестьянских дворов и 101 житель. В деревне имелась школа. Основными занятиями жителей деревни, помимо земледелия, были малярный, плотницкий и столярный промыслы.
До муниципальной реформы 2010 года деревня также являлась центром Степановского сельского поселения.